# Altavista (Virgínia)
Altavista és una població dels Estats Units a l'estat de Virgínia. Segons el cens del 2000 tenia 3.425 habitants.

## Demografia
Segons el cens del 2000, Altavista tenia 3.425 habitants, 1.502 habitatges, i 940 famílies. La densitat de població era de 270,4 habitants per km².
Dels 1.502 habitatges en un 26,2% hi vivien nens de menys de 18 anys, en un 42,7% hi vivien parelles casades, en un 16,9% dones solteres, i en un 37,4% no eren unitats familiars. En el 34,2% dels habitatges hi vivien persones soles el 17,5% de les quals corresponia a persones de 65 anys o més que vivien soles. El nombre mitjà de persones vivint en cada habitatge era de 2,23 i el nombre mitjà de persones que vivien en cada família era de 2,86.
Per edats la població es repartia de la següent manera: un 22,5% tenia menys de 18 anys, un 6,7% entre 18 i 24, un 23,7% entre 25 i 44, un 25,3% de 45 a 60 i un 21,8% 65 anys o més.
L'edat mediana era de 43 anys. Per cada 100 dones de 18 o més anys hi havia 71,8 homes.
La renda mediana per habitatge era de 31.818 $ i la renda mediana per família de 40.039 $. Els homes tenien una renda mediana de 32.017 $ mentre que les dones 22.140 $. La renda per capita de la població era de 17.997 $. Entorn del 13,6% de les famílies i el 13,5% de la població estaven per davall del llindar de pobresa.

## Poblacions properes
El següent diagrama mostra les poblacions més properes.